# República Centreafricana
La República Centreafricana és un país sense sortida al mar, situat al centre d'Àfrica. Limita al nord amb el Txad, a l'est amb el Sudan i el Sudan del Sud, al sud amb la República del Congo i la República Democràtica del Congo (l'antic Zaire) i a l'oest amb el Camerun. Va ser colònia francesa amb el nom d'Ubangui-Chari. Els governs militars s'hi han succeït des del 1960, any en què va aconseguir la independència, fins al 1993.

## Història

### Abans de l'arribada dels europeus
Els primers habitants de la zona, abans pràcticament tota coberta per boscos, eren pigmeus Babinga i bantus. La majoria dels habitants de l'actual República Centreafricana es van instal·lar en aquest territori a partir de la meitat del segle xviii. Poblacions de llengua sudanesa van emigrar en aquest període cap a zones boscoses, fugint de l'arribada de guerrers peuls i dels traficants d'esclaus. Amb tot, l'esclavisme va estar omnipresent en els altiplans centreafricans durant tot el segle xix. El país va ser annexionat posteriorment per expedicions àrabs procedents de Bahr al-Ghazal.

### Colonialisme francès
La penetració europea al territori de l'actual República Centreafricana va començar entre 1875 i 1900. Pierre Savorgnan de Brazza va agafar el lideratge i es va establir al Congo francès amb casernes centrals a la ciutat que després portaria el seu nom (Brazzaville), i va enviar expedicions a remuntar el riu Ubangui per tal d'expandir les propietats franceses al territori central de l'Àfrica. El rei Leopold II de Bèlgica, Alemanya i el Regne Unit també competien per estendre les seves possessions a l'actual territori de la República Centreafricana.
El 1889 els francesos van crear un enclavament a les ribes del riu Ubangui a Bangui, la qual més tard seria la capital d'Ubangui-Chari i de la República Centreafricana. De Brazza va enviar expedicions el 1890-91 al riu Shang a la regió que en l'actualitat correspon al sud-oest de la República Centreafricana. De Brazza i els colonialistes francesos desitjaven expandir els límits del Congo francès per tal de connectar amb els territoris francesos a l'oest, nord i est de l'Àfrica.
El 1894 els límits del Congo Francès van ser fixats en tractats amb els territoris del rei Leopold II de Bèlgica (Estat Lliure del Congo) i amb el Camerun, ocupat aleshores pels alemanys. Quan els negociadors europeus van acordar els límits del Congo Francès, França va buscar la manera de poder resoldre la costosa ocupació, administració i desenvolupament del territori. Les notícies de l'èxit econòmic assolit per les concessions a companyies privades per part del rei Leopold II de Bèlgica a l'Estat Lliure del Congo van convèncer el govern francès d'atorgar a 17 companyies privades grans concessions dins de la regió Ubangui-Chari el 1889.
A canvi dels drets d'explotació d'aquestes terres, les companyies es van comprometre a pagar impostos a l'Estat colonial francès i a promoure les seves concessions. Les companyies van utilitzar agents europeus i africans, que sovint van emprar mètodes brutals i atroços per explotar als treballadors centreafricans.
Durant la segona dècada del govern colonial francès (1910-1920), les companyies privades com l'Estat colonial francès van continuar utilitzant mètodes brutals per forçar als habitants locals a treballar per ells.

### Independència
L'1 de desembre de 1958, la colònia Ubangui-Chari es va convertir en un territori autònom dins de la Comunitat Francesa, agafant el nom de República Centreafricana. El pare fundador i president del Consell de Govern (Conseil de Gouvernement) fou Barthélemy Boganda, mort en un misteriós accident aeri el 1959, tan sols vuit dies abans de les darreres eleccions en l'era colonial de la República Centreafricana.

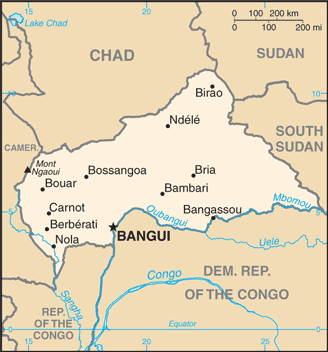
República Centreafricana

El 13 d'agost de 1960, la República Centreafricana es va independitzar i dos dels principals col·laboradors de Boganda, Abel Goumba i David Dacko, es van veure involucrats en una lluita interna pel poder. Amb el suport dels francesos, Dacko va aconseguir el poder i Goumba va ser arrestat, establint cap al 1962 un Estat de partit únic.
El 31 de desembre de 1965 Dacko va ser derrocat pel seu cosí el general Jean-Bédel Bokassa, que va suspendre la constitució i va dissoldre l'Assemblea Nacional, es va anomenar a si mateix emperador Bokassa I i va establir una excèntrica dictadura militar. El 1976 Bokassa va canviar el nom del país per Imperi Centreafricà i s'autoproclamà emperador amb el nom de Bokassa I en una fastuosa cerimònia inspirada en la coronació de Napoleó. Les seves constants violacions als drets humans, entre altres motius, van dur a França a donar suport a un cop d'estat en contra seu, el qual va portar novament al poder a David Dacko, que al seu torn va ser derrocat l'1 de setembre de 1981 pel general André Kolingba mitjançant un altre cop d'estat.
Kolingba va suspendre la constitució i va dirigir una junta militar fins al 1985, va incorporar la constitució de 1986 que va ser adoptada per un referèndum nacional, i va crear el seu propi partit Rassemblement démocratique Centrafricain (RDC). El 1987 les eleccions parlamentàries van ser boicotejades pels dos grans opositors a Kolingba, Abel Goumba i Ange-Félix Patassé perquè els seus partits no van ser habilitats per a competir a les eleccions.
El 1990, després de la caiguda del comunisme a l'URSS, el moviment a favor de la democràcia es va tornar molt actiu. El maig de 1990 es va signar una carta per part 253 respectats ciutadans, que volien convocar una Convenció nacional, però Kolingba va refusar aquesta petició. Després de les pressions dels països occidentals, Kolingba va accedir a celebrar eleccions lliures a l'octubre de 1992 amb ajuda de les Nacions Unides a través de la seva Oficina d'assistència electoral. Tanmateix, a l'haver-hi la possibilitat d'irregularitats, Kolingba va suspendre les eleccions per tal de mantenir-se al poder. Precedentment s'havia presentat una molt forta pressió de GIBAFOR per establir un Consell Nacional Polític provisori per a la República "Conseil National Politique provisoire de la République" (CNPPR), el mateix que una Comissió electoral mixta que inclogués representants de tots els partits polítics.

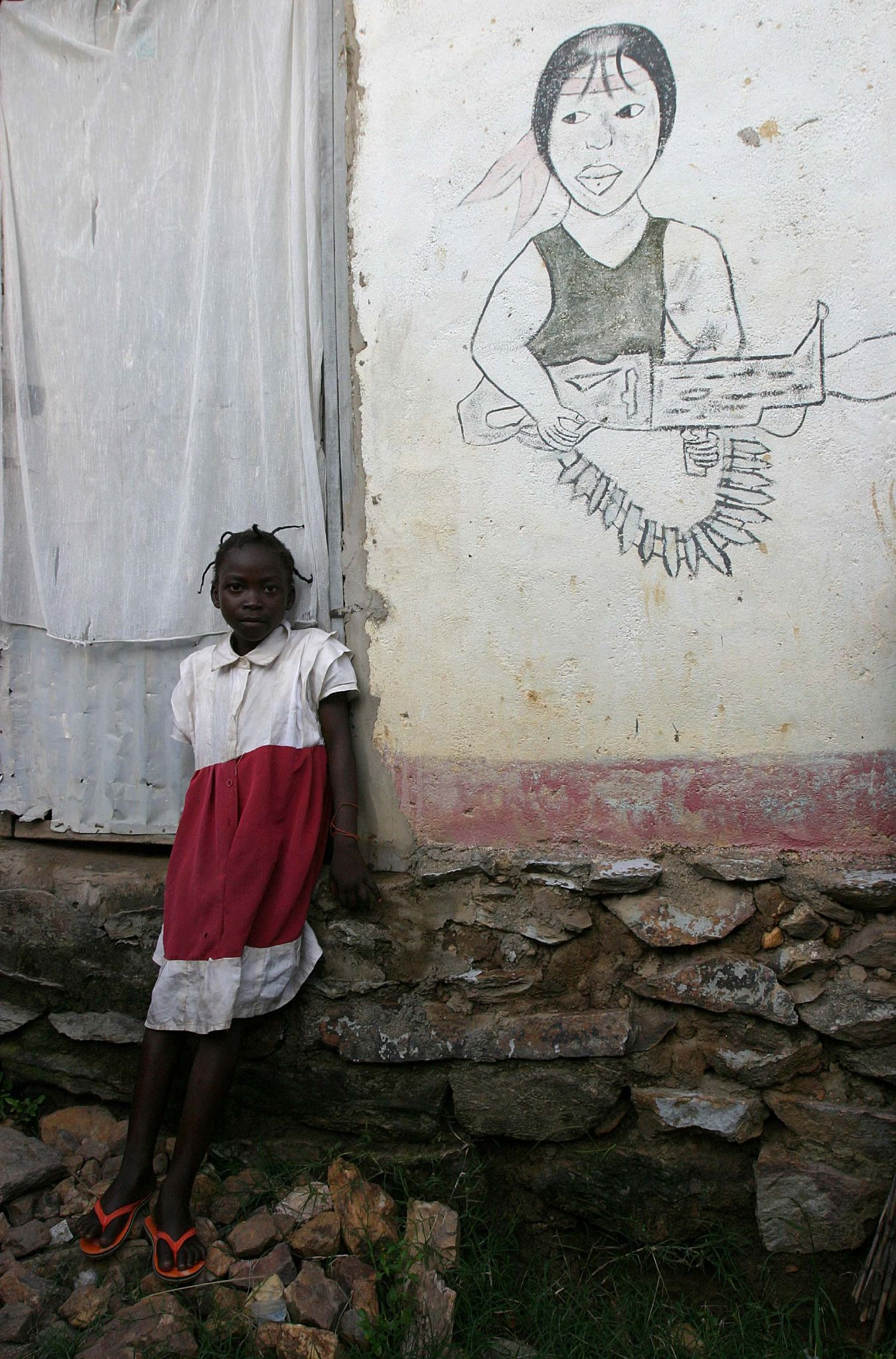
Nena centreafricana i dibuix sobre la guerra.

Després de les eleccions del 1993 amb el suport de la comunitat internacional, Ange-Félix Patassé va obtenir el primer lloc en la primera ronda de les eleccions seguit per Abel Goumba i David Dacko; Kolingba va acabar en quart lloc. A la segona volta electoral Patassé es va imposar sobre Goumba amb un 52,5% dels vots que en la seva majoria provenien dels votants de Gbaya, Karee i Kaba i grans poblacions del nord-oest, a diferència dels vots de Goumba, que provenien de les poblacions del sud i l'est.
Com a conseqüència el partit que va dur a Patassé a la presidència, el Moviment per l'alliberament del poble centreafricà (Mouvement pour la Libération du Peuple Centrafricain) (MLPC) va obtenir una majoria simple, però no absoluta al Parlament, per la qual cosa va necessitar socis per formar una coalició al govern.
El 1994 el President Patassé va retirar el grau militar a l'expresident de facto Kolingba i el desembre d'aquest any va ser aprovada una nova Constitució per al país i promulgada el 14 de gener de 1995.
Durant els anys 1996 i 1997 es van produir diversos motins contra el govern de Patassé acompanyats de saquejos, destrucció i tensió ètnica. El 25 de juny de 1997 els acords de pau de Bangui van establir la creació d'una força militar africana amb la finalitat de garantir la seguretat en el país. LaMission Interafricaine de Surveillance des accords de Bangui(MISAB) va ser encapçalada per l'expresident de Mali Amadou Touré, que també va oficiar com a cap de mediadors i va impedir l'entrada dels rebels al govern el 7 d'abril de 1997; aquesta missió va ser reemplaçada amb posterioritat per la forces de pau de les Nacions Unides a la República Centreafricana (MINURCA).
A les eleccions parlamentàries de 1998 el partit d'André Kolingba va guanyar 20 de les 109 banques, el que va significar el seu retorn a l'arena política, malgrat que el 1999 encara amb moltes denúncies de corrupció al seu govern Patassé va obtenir el seu segon mandat a la presidència.

### Segle XXI
El 28 de maig de 2001, els rebels van prendre diversos punts estratègics a Bangui en un fallit cop d'estat al que els caps de la milícia, Abel Abrou i el general Francois N'Djadder Bedaya, van ser assassinats. Patassé, amb el suport de tropes del rebel Jean-Pierre Bemba de la República Democràtica del Congo i soldats libis, va reprimir l'intent del cop. Amb posterioritat, els soldats fidels a Patassé van venjar-se contra els rebels, conflicte que es va traduir tant en la destrucció de centenars llars als voltants de la capital, Bangui, com en l'acusació de tortura i assassinat de molts opositors al règim.

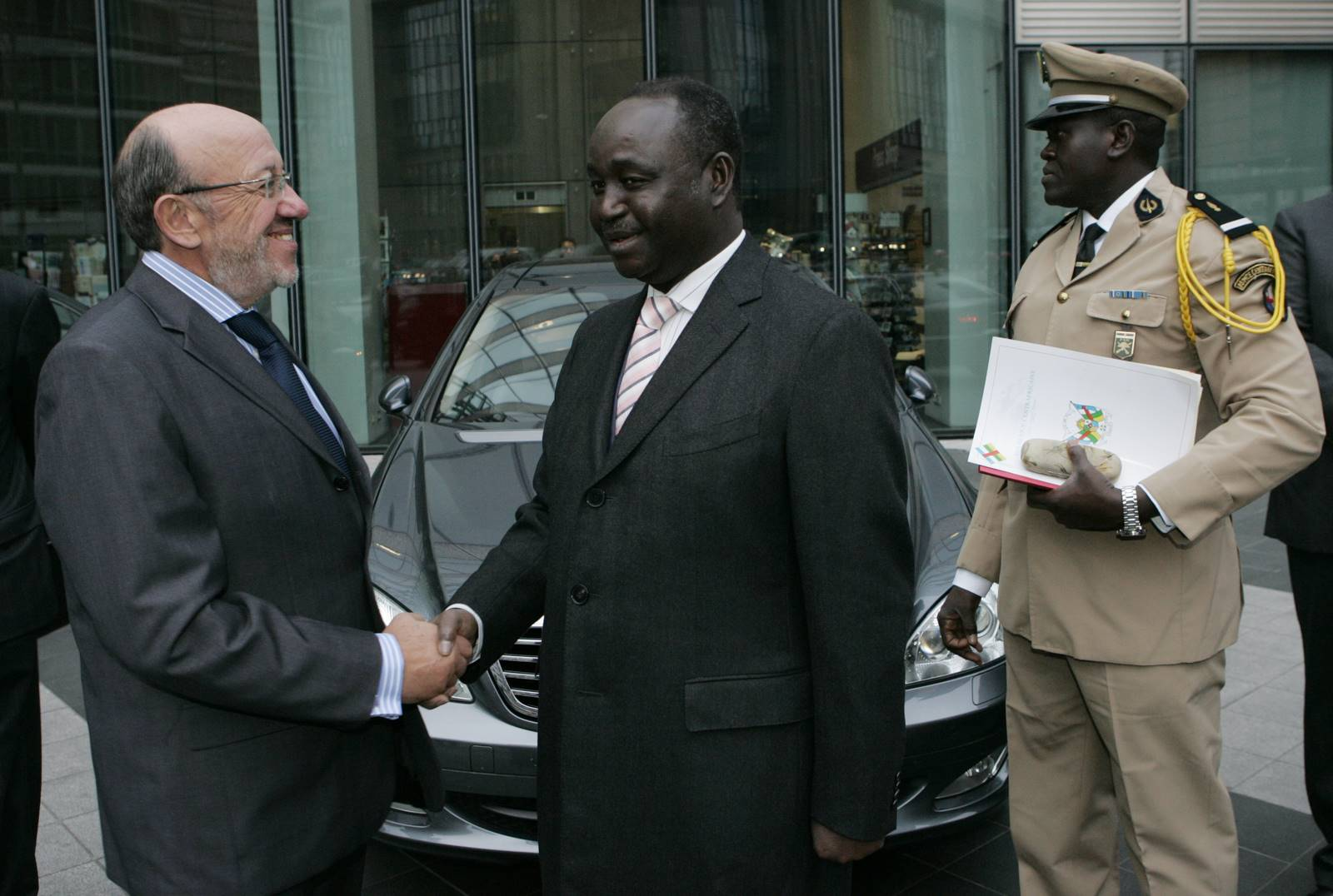
François Bozizé, president de la República Centreafricana, a Brussel·les

Després d'això, el govern de Patassé va acusar el general François Bozizé d'estar preparant un nou cop d'estat. Bozizé va fugir amb les seves tropes lleials cap al Txad i el 25 d'octubre de 2002, va llançar un atac sorpresa contra Patassé, que es trobava fora del país. Els soldats libis i les tropes congolesos, rebels de Bemba, van fallar en el seu intent d'aturar als rebels, els quals van prendre el control del país i deportaren a Patassé.
François Bozizé va suspendre la Constitució i nomenar un gabinet amb diversos membres de partits de l'oposició. Abel Goumba, que gaudia d'un gran respecte com a polític a la població centreafricana va ser nomenat vicepresident, cosa que va donar al govern de Bazizé una certa imatge positiva. Bazizé va establir un Consell Nacional de Transició amb la finalitat de redactar una nova constitució. La nova constitució va ser aprovada i l'any 2003 Bozizé va guanyar la presidència en segona volta en les eleccions, per a les quals Patassé no va poder presentar-se.

## Geografia

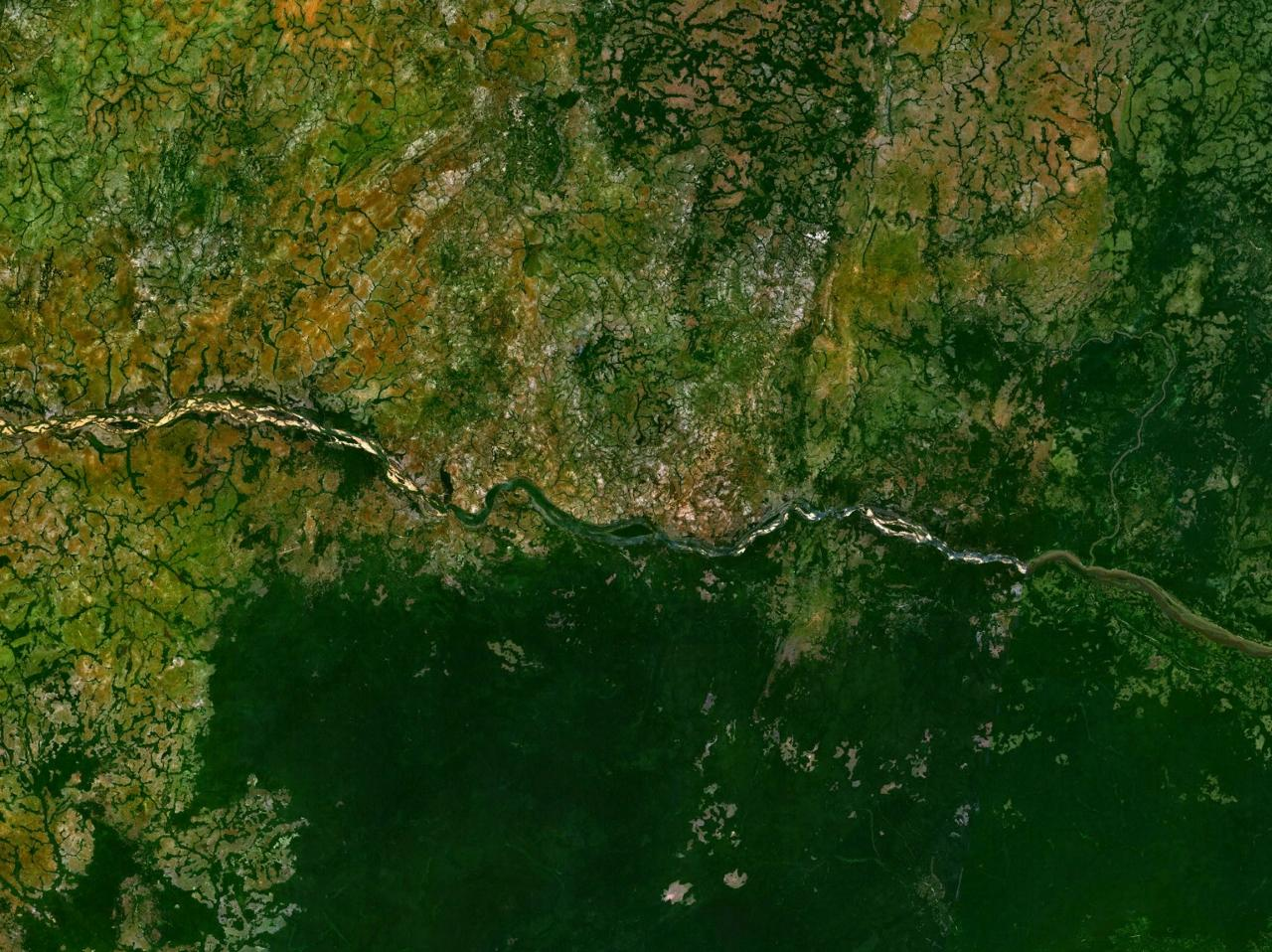
Fotografia del riu Ubangui des d'un satèl·lit.

El territori de la República Centreafricana consta d'un vast altiplà ondulat de 600 a 800 metres d'altitud, que separa les conques de la República Democràtica del Congo i del Txad, i s'eleva cap al nord-est (massís dels Bongo), est (massís de Tondou) i oest (massís de Yadé), on es troba la muntanya més alta del país, el Kayagangiri (1.420 m). Els rius més destacats són l'Ubangui, el Chari i el Lobaye.
El clima és tropical-equatorial, amb abundants pluges. Les temperatures oscil·len entre els 18 °C i els 40 °C. La vida vegetal presenta una important degradació, al registrar un notable avanç de la desertització.
La República Centreafricana posseeix una flora i fauna típiques del centre del continent. Destaca el Parc Nacional del Manovo-Gounda Saint-Floris, al nord del país, per la seva abundància d'espècies en perill d'extinció. Aquest parc és considerat Patrimoni de la Humanitat de la UNESCO.

## Divisions administratives
El país es divideix en catorze prefectures administratives, dues prefectures econòmiques i una comuna autònoma. Les prefectures es detallen a continuació, amb la seva capital entre parèntesis:
Prefectures administratives (capitals)
- Bamingui-Bangoran (Ndélé)
- Basse-Kotto (Mobaye)
- Haute-Kotto (Bria)
- Haut-Mbomou (Obo)
- Kémo (Sibut)
- Lobaye (Mbaïki)
- Mambéré-Kadéï (Berbérati)
- Mbomou (Bangassou)
- Nana-Mambéré (Bouar)
- Ombella-M'Poko (Bimbo)
- Ouaka (Bambari)
- Ouham (Bossangoa)
- Ouham-Pendé (Bozoum)
- Vakaga (Birao)

Prefectura econòmiques (capitals)
- Nana-Grébizi (Kaga Bandoro)
- Sangha-Mbaéré (Nola)

Comuna autònoma
- Bangui, la capital nacional.

### Demografia
La República Centreafricana té una població de 4.422.000 habitants (2009), dels quals el 99,5% són de raça negra i el 0,5%, blanca (és a dir europeus o descendents). La capital Bangui, Berberati, Bangassou i Bossangoa són els centres urbans més densament poblats.

#### Llengües
Les llengües oficials o nacionals són el sango i el francès. El SIL International ha llistat un total de 70 llengües, de les quals una no té cap parlant o que la tingui com a llengua materna:
- Ali: 35.000 parlants a les sotsprefectures de Boali, de Bimbo, de Boda i de Yaloke.
- Banda, mitjà-meridional: 100.000 parlants, a les sotsprefectures d'Alindao, de Mobaye, de Mingala, de Kembe i de Kouango. També es parla a la República Democràtica del Congo i al Sudan.
- Banda, Central-Meridional: 150.000 parlants a la República Centreafricana. Entre els seus parlants hi ha 55.000 Langba i 95.000 Ngbugu. Es parla a les sotsprefectures de Sibut, Mobaye, Alindao, Kembe i Mingala.
- Banda, Togbo-Vara: 12.000 parlants a les sotsprefectures de Bria i de Bambari.
- Banda, Centro-Occidental: 4.500 parlants a la República Centreafricana. Hi ha 1.000 Wojo que la parlen.
- Banda-Bambari: 183.000 parlants, que inclouen a 4.000 gbende i 2.000 joto. Es parla a les sotsprefectures de Linda, Bambari, IppyGrimari, Bakala i Alindao.
- Banda-Banda: 102.000 parlants a les sotsprefectures de Bria, Yalinga, Bakouma, Sibut, Dekoa, Damara, Grimari, Bossangoa, Bozoum, Bocarangoa i Paoua.
- Banda-Mbrès: 42.500 parlants a les sotsprefectures de Mbrès, Kaga Bandoro, Bouca, i Bakala. També es parla al Sudan.
- Banda-Ndélé: 35.500 parlants a les sotsprefectures de Ndii, Bamingui, Ouadda, i Kaga Bandoro. També es parla al Sudan.
- Banda-Yangere: 26.500 parlants a les sotsprefectures de Nola, Bambio, Berberati i Carnot.
- Birri: 200 parlants, d'una població ètnica de 5.000. Al Sudan també s'hi havia parlat però avui en dia ja no s'hi parla.
- Bodo: Està gairebé extinta, ja que només es van trobar 15 parlants (1996) a la prefectura de haut-Mbomou. No hi havia més de tres persones que parlaven bodo al mateix poblat. Provenien del Sudan actual, a on no en queda cap parlant.
- Bofi: 23.500 parlants a les sotsprefectures de Boda i Bimbo.
- Bokoto: 130.000 parlants a les sotsprefectures de Baoro, Carnot i Boda.
- Buraka: 2.500 parlants a la sotsprefectura de Mobaye. També es parla a la República Democràtica del Congo.
- Dagba: 40.000 parlants a les sotsprefectures de Batangafo, Kabo i Bossangoa. També es parla al Txad.
- Dendi: 10.000 parlants a la sotsprefectura d'Ouango.
- Francès: 9.000 parlants com a llengua materna a la República Centreafricana.
- Fulfulde, Bagirmi: 156.000 parlants a la República Centreafricana. També es diu bagirmi fula o peul.
- Furu: 4.000 parlants a onze poblats de la sotsprefectura de Mobaye.
- Ganzi: 1.400 parlants a la República Centreafricana.
- Gbanu: 95.000 parlants, a les sotsprefectures de Carnot i Bossembélé, al nord de Bogangolo.
- Gbanziri: 14.500 parlants a la sotsprefectura de Kouango, al riu Ubangi. També es parla a la República Democràtica del Congo.
- Gbaya, Nord-occidental: 200.000 parlants a les sotsprefectures de Bouar, Baboua, bocaranga i Paoua. També es parla al Camerun, la República del Congo i a Nigèria.
- Gbaya, Sud-occidental: 164.000 parlants a les sotsprefectures de Berberati, Carnot, Gamboula i Nola. També es parla al Camerun.
- Gbaya-Bossangoa: 176.000 parlants a les sotsprefectures de Bossangoa i Batangafo.
- Gbaya-Bozoum: 32.500 parlants a la sotsprefectura de Bozoum.
- Gbayi: 5.000 parlants a la prefectura de Mingala Septentrional.
- Geme: 550 parlants a dues poblacions del nord de Ndélé.
- Gubu: Es parla a la República Centreafricana.
- Gula: 13.000 parlants a la sotsprefectura, amb la frontera amb el Sudan, a prop de Kafia Kingi. També es parla al Sudan.
- Gundi: 9.000 parlants al sud i a l'est de la sotsprefectura de Nola, al riu Sangha, a la frontera amb la regió Yaka.
- Kaba: 72.000 parlants a les sotsprefectures de Paoua i Marounda. També es parla al Txad.
- Kako: 10.400 parlants a Gambula, a prop de la frontera amb el Camerun.
- Kara: 4.800 parlants a la sotsprefectura de Birao.
- Kare: 93.000 parlants, entre els quals hi ha 57.500 Kare i 35.500 Tale. Es parla a les sotsprefectures de Bozoum i Bocaranga. També es parla al Camerun.
- Kpagua: 3.830 parlants a la República Centreafricana.
- Kpatili: 4.500 parlants a la prefectura de Mingala Meridional.
- Laka: 2.050 parlants a poblats de la sotsprefectura de Bocaranga, a la frontera amb el Txad.
- Langbashe: 40.000 parlants a la sotsprefectura de Kouango. També es parla a la República del Congo.
- Limassa: Hi ha pocs parlants a la frontera amb la República del Congo.
- Lutos: 17.000 parlants a les sotsprefectures de Ndélé, Kaga Andoro i Kabo. També es parla al Txad.
- Manza: 220.000 parlants a les sotsprefectures de Bouca, Kaga, Bandoro, Mbrès, Dekoa, Sibut i Grimari.
- Mbangi: 2.750 parlants a les sotsprefectures de Bangassou, Ouango i Alindao.
- Mbati: 60.000 parlants a la República Centreafricana.
- Mbay: 8.300 parlants a les sotsprefectures de Markounda i Batangafo.
- Mbum: 12.500 parlants a la sotsprefectura de Bocaranga, a la frontera amb el Camerun.
- Monzombo: 1.600 parlants a la sotsprefectura de Mongoumba.
- Mpiemo: 24.000 parlants a la sotsprefectura de Nola. També es parla a la República del Congo i al Camerun.
- Ngam: 17.700 parlants a la sotsprefectura de Kabo.
- Ngando: 5000 parlants a la sotsprefectura de Mbaïki.
- Ngbaka Ma'bo: 88.000 parlants a les sotsprefectures de Mbaiki, Bimbo i Mongoumba. També es parla a la República del Congo i a la República Democràtica del Congo.
- Ngbaka Manza: 29.000 parlants a les sotsprefectures de Damara, Bogangolo i Boali.
- Ngombe: 1.450 parlants a la prefectura de Mambere Kadeï.
- Nzakara: 50.000 parlants a les sotsprefectures de Bangassou, Bakouma i Gambo. També es parla a la República Democràtica del Congo.
- Pana: 82.000 parlants a la sotsprefectura de Bocaranga. En parlen 63.000 Pana, 10.000 Pondo i 9.000 Gonge.
- Pande: 9.700 parlants a les sotsprefectures de Nola i Berberati.
- Runga: 21.500 parlants a la prefectura de Bamingui-Bangoran i a Bangui.
- Sango: 350.000 parlants a la República Centreafricana. En parlen 24.573 sango riverains. També es parla al Txad, a la República Democràtica del Congo i a la República del Congo.
- Sango, Riverain : 34.500 parlants a la sotsprefectura de Mobaye, al riu Ubangi.
- Sara Dunjo: 4.000 parlants a la sotsprefectura de Ndélé, a la frontera amb el Txad, a 9 poblats.
- Sara Kaba: 13.600 parlants a les sotsprefectures de Ndélé i de Birao.
- Suma: 50.000 parlants a les sotsprefectures de Bossangoa, Markounda i Paoua.
- To: Llengua no classificada.
- Ukhwejo: 2.000 parlants a la República Centreafricana.
- Vale: 5.400 parlants a les sotsprefectures de Batangafo, Kabo i Kaga Bandoro.
- Yaka: 15.000 parlants a les sotsprefectures de Nola, Bambio, Mbaïki i Mongoumba. També es parla a la República del Congo.
- Yakoma: 100.000 parlants a les sotsprefectures de Kembi i Ouango. La majoria al riu Ubangi. També es parla a la República Democràtica del Congo.
- Yulu: 4.000 parlants a les sotsprefectures d'Ouadda-Djaléi i Ouadda. També es parla a la República Democràtica del Congo i al Sudan.
- Zande: 62.000 parlants a les sotsprefectures de Rafaï, Zémio i Obo.

A més a més, a la República Centreafricana també es parla Bangi (7.500 parlants), Bomitaba (224 parlants), Gbaya, Hausa (20.000 parlants), Lingala (10.720 parlants), Mbandja (1.400 parlants), Ngbaka (3.000 parlants), Ngundi, Ngbandi Septentrional (300 parlants) i Àrab Shuwa (63.000 parlants).

## Ecologia

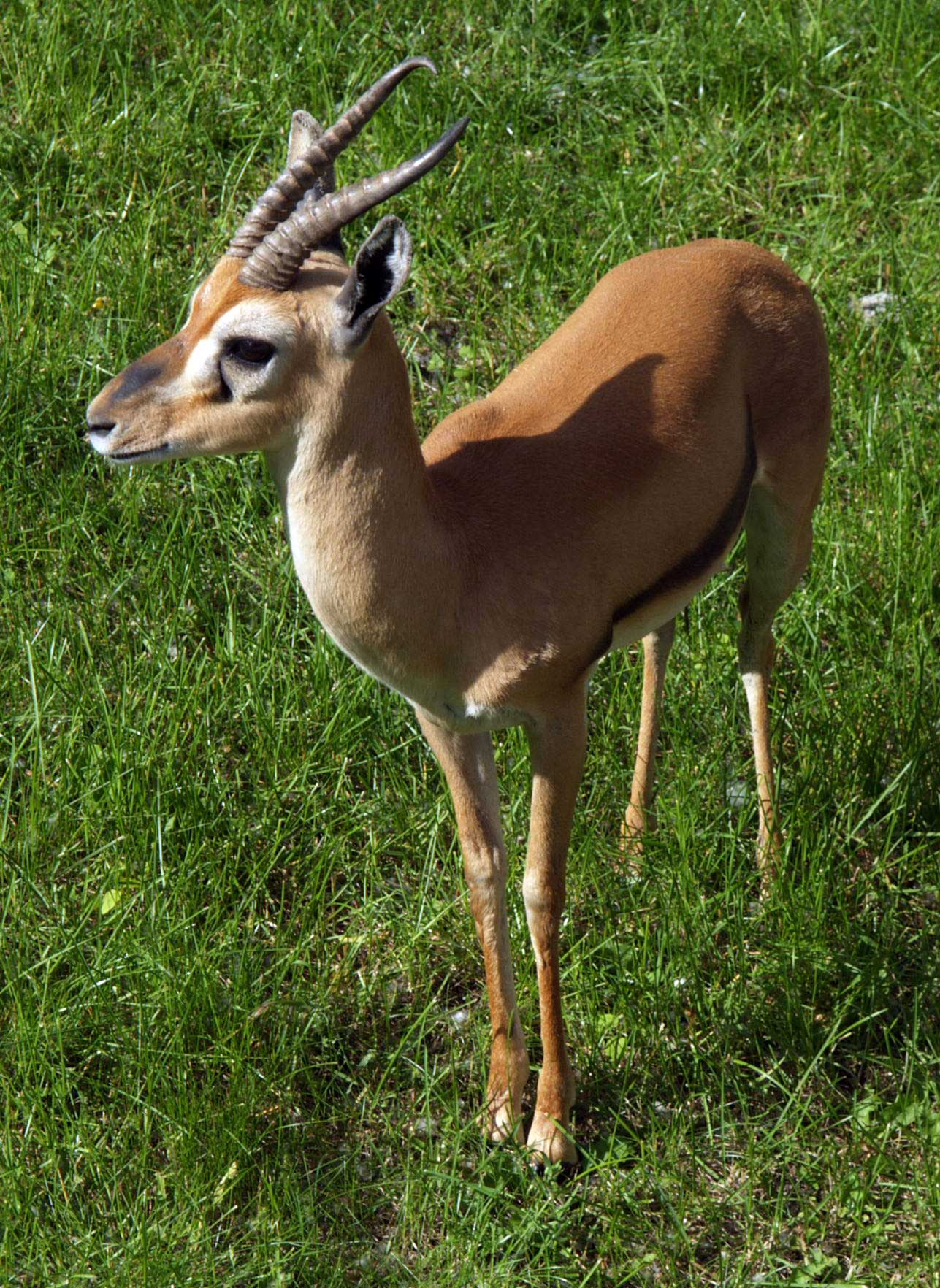
Gasela Rufina, una de les espècies que habiten al Parc Nacional del Manovo-Gounda St. Floris

La República Centreafricana posseeix una flora i una fauna típiques del centre del continent africà. Destaca el Parc Nacional del Manovo-Gounda Saint-Floris, al nord del país, per la seva abundància d'espècies en perill d'extinció. Situat a la prefectura de Bamingui-Bangoran, abasta una superfície d'1.740.000 ha, en aquest parc s'hi troben espècies en perill d'extinció com el rinoceront negre, el guepard, elefants, lleopards, búfals, etc. Va ser declarat Patrimoni de la Humanitat per la UNESCO el 1988 i el 1997 va ser inclòs a la llista del Patrimoni de la Humanitat en perill.
Els biomes presents a la República Centreafricana són la selva umbròfila i la sabana. Segons WWF, les selves de la República Centreafricana corresponen a tres ecoregions diferents: la selva de terres baixes del Congo nord-occidental a l'extrem sud-oest, la selva de terres baixes del Congo nord-oriental al sud i la selva pantanosa del Congo occidental en un petit enclavament a la frontera comuna amb la República del Congo i la República Democràtica del Congo. Pel que fa a la sabana, està repartida de nord a sud entre la sabana d'acàcies del Sahel, la sabana sudanesa oriental i el mosaic de selva i sabana del nord del Congo.

## Economia
La República Centreafricana és un dels països menys desenvolupats del món amb un PIB per capita de poc més de 350 dòlars anuals, deficients comunicacions i un sistema educatiu i de formació gairebé inexistent. La major part de la població es dedica a l'agricultura de subsistència, que representa el 58% del total del Producte Interior Brut. Per consum intern es cultiva blat de moro, nyam, tapioca i plàtans. El cafè, el cotó i el tabac són per a l'exportació.

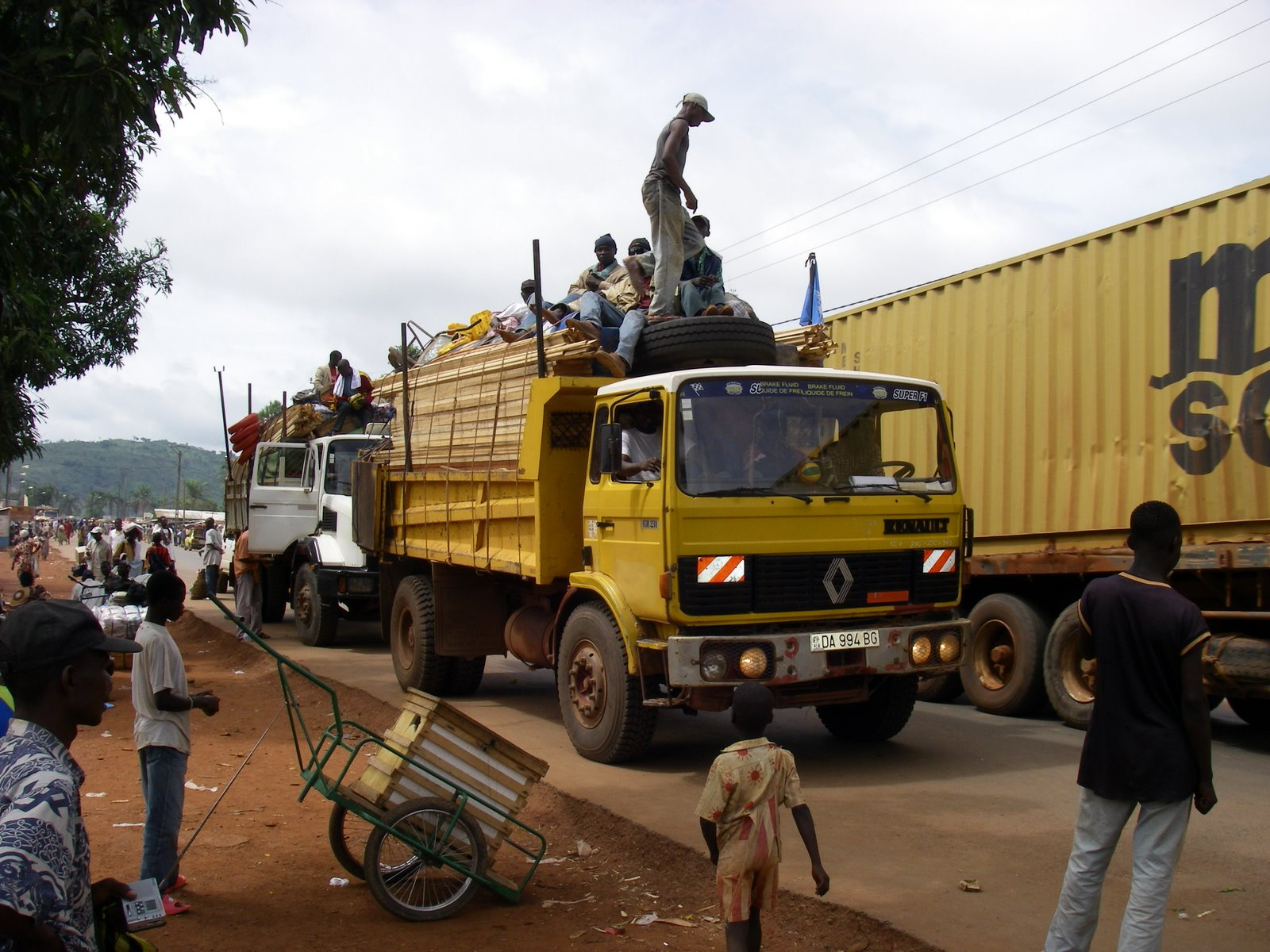
Transport de fusta a la República Centreafricana.

El sector fuster, caracteritzat per l'anàrquica explotació dels recursos, constitueix una part substancial de les exportacions. La mineria, (a excepció dels diamants), l'or i l'urani, no han estat explotats.
La indústria depèn del sector miner i de petites empreses, i el sector serveis és, sobretot, públic. Els recursos energètics propis són escassos i el país depèn de les importacions, amb l'excepció d'algunes centrals hidroelèctriques. El petroli s'importa de Camerun.
El conflicte permanent que ha assolat el país ha dificultat el seu desenvolupament, ja que aquest fa que s'incompleixin reiteradament els projectes, públics o privats, de reactivació econòmica.